# Antti Rinne
Antti Juhani Rinne (Helsinki, 3 de noviembre de 1962) es un político, abogado y sindicalista finlandés. Ejerció como primer ministro de Finlandia desde 6 de junio al 3 de diciembre de 2019 y como presidente del Partido Socialdemócrata de Finlandia desde el 9 de mayo de 2014 al 22 de agosto de 2020.

## Trayectoria
Rinne se licenció en Derecho por la Universidad de Helsinki. Como activista sindical ha dirigido el Sindicato de Trabajadores del Sector Privado ERTO (2002-2005), el Sindicato de Empleados Asalariados TU (2005-2010) y el Sindicato Pro (2010-2014).
El 9 de mayo de 2014 fue elegido presidente del Partido Socialdemócrata de Finlandia (SDP), derrotando a Jutta Urpilainen.
Entre el 6 de junio de 2014 y el 29 de mayo de 2015 asumió el ministerio de Finanzas de Finlandia.
En abril de 2019 lideró la primera victoria del SDP en dos décadas en las elecciones legislativas. El partido encabezado por Rinne logró un 17,7% de los votos, mientras que la coalición de derecha Verdaderos Finlandeses con un 17,5% quedó en segunda posición con el 99% de votos escrutados.
Asumió como primer ministro de Finlandia el 6 de junio de 2019, tras ser elegido por el Parlamento de Finlandia, formando gobierno con el Partido del Centro, la Liga Verde, la Alianza de la Izquierda y el Partido Popular Sueco.